# Mont Tymphreste
Le mont Tymphreste (grec moderne : Τυμφρηστός / Tymfristós) ou mont Veloúchi (Βελούχι) est une montagne grecque appartenant à la chaîne du Pinde. Situé au centre de la Grèce, entre les nomes d'Eurytanie et de Phtiotide, il culmine à 2 315 mètres d'altitude.
Le mont Tymphreste a donné son nom en 1929 au village de Tymfristós, anciennement Péra Kápsi.

## Domaine skiable
La petite station de ski de Veloúchi a été aménagée sur les pentes de la montagne, au lieu-dit Diavolotopos.